# Bruma
Bruma - Torneiras e Acessórios, Lda. é uma empresa portuguesa de metalomecânica fundada no ano de 1953, em Braga.
É uma das empresas aderentes à campanha Compro o que é nosso da Associação Empresarial de Portugal e é uma das maiores empresas do país na área de produção de torneiras. A empresa fez a primeira torneira sem chumbo do mundo e chamou-lhe "Adamastor", em referência ao gigante da mitologia que Luís de Camões referiu na obra Os Lusíadas.
Em 2007, foi premiada como o maior produtor mundial de torneiras em Ecobrass, um tipo de latão isento de chumbo.